# Memórias de Idhún
Memórias de Idhún é uma saga fantástica constituída por seis capítulos da escritora espanhola Laura Gallego Garcia que narra as aventuras de três jovens que viajam entre a Terra e Idhún procurando salvar ambos os mundos.